# Cytota
Cet article concerne le super-domaine. Pour le groupe britannique de rap metal, voir Cytota (groupe).
— non classé —
Taxons de rang inférieur
- Bacteria
- Archaea
- Eukaryota

Synonymes
- Cellulata
- Cytobiota

Cytota est un super-domaine regroupant tous les êtres vivants cellulaires, dans certains systèmes de classification scientifique. Le taxon est encore appelé « vie cellulaire » en français.
C'est le pendant, dans le clade Biota, du taxon des Acytota (« vie non cellulaire ») avec les clades des Aminoacuea (êtres protéiques ou prions) et Nucleacuea (êtres non cellulaires à acides nucléiques ou virus).

## Classification
Le taxon est subdivisé en trois domaines : Bacteria, Archaea, et Eukaryota ; ces derniers pouvant être regroupés dans le taxon Neomura.
À ces trois domaines peuvent s'ajouter des taxons non-classés parmi les Biota incertae sedis : Parakaryon myojinensis, et †Clonophycus sp.